# بيت باور
بيت باور (بالإنجليزية: Pete Power)‏ هو شخصية أعمال أيرلندي، ولد في 1969.